# Fiscaglia
Fiscaglia (en dialecte ferrarais : « Fiscàja ») est une commune italienne (comune sparso) de la province de Ferrare dans la région Émilie-Romagne en Italie.
Elle est fondée le 1er janvier 2014 à la suite du regroupement des communes  de Massa Fiscaglia, Migliarino et Migliaro siège de la commune.

## Administration
| Période                                  | Période  | Identité      | Étiquette        | Qualité |
| ---------------------------------------- | -------- | ------------- | ---------------- | ------- |
| 2014                                     | En cours | Sabina Mucchi | Fiscaglia futura | Maire   |
| Les données manquantes sont à compléter. |          |               |                  |         |

### Hameaux
Bassa Cornacervina, Massa Fiscaglia, Migliarino, Migliaro (siège communal), Tieni Località: Canove, Cascina, Gallumara, Valcesura

## Communes limitrophes
Codigoro, Jolanda di Savoia, Lagosanto,  Ostellato, Tresigallo

## Population

### Évolution de la population en janvier de chaque année
| 2014  | 2015 | 2016  |
| ----- | ---- | ----- |
| 9 356 | -    | 9 031 |